# Kizazi
Kizazi è una circoscrizione rurale (rural ward) della Tanzania situata nel distretto di Kibondo, regione di Kigoma. Conta una popolazione di 17 734 abitanti (censimento 2012).